# 航津路駅
座標: 北緯31度20分14秒 東経121度35分24秒 / 北緯31.33722度 東経121.59000度
航津路駅（こうしんろえき）は上海市浦東新区に位置する上海地下鉄6号線の駅である。

## 駅構造
- 相対式ホーム2面2線を有する高架駅。

## 駅周辺
- 外高橋保税区4号門

## 歴史
- 2007年12月29日 - 開業。

## 隣の駅
上海軌道交通
■6号線
外高橋保税区北駅 - 航津路駅 - 外高橋保税区南駅